# Niżni Wielki Furkotny Staw
Niżni Wielki Furkotny Staw (słow. Nižné Wahlenbergovo pleso, niem. Unterer Wahlenbergsee, węg. Alsó-Wahlenberg-tó) – staw położony w Dolinie Furkotnej, w słowackiej części Tatr Wysokich. Znajduje się na wysokości 2053 m n.p.m., jego powierzchnia to 2,01 ha, głębokość ok. 8 m.
Około 100 m powyżej Niżniego Stawu znajduje się większy od niego Wyżni Wielki Furkotny Staw. Pomiędzy nimi położone są dwa małe stawki: Soliskowe Oko i Soliskowy Stawek, natomiast w dolnej części doliny usytuowane są dwa małe zbiorniki wodne o podobnych nazwach: Niżni oraz Wyżni Mały Furkotny Stawek.

## Nazewnictwo
Polska nazwa odnosi się do Doliny Furkotnej lub do Furkotu – szczytu ją zamykającego, natomiast nazwy słowacka (nadana przez MKE w 1890 r.), niemiecka i węgierska do szwedzkiego botanika Görana Wahlenberga, który na początku XIX w. badał Tatry i ich roślinność.

## Szlaki turystyczne
– znakowana czerwono, a potem żółto ścieżka ze Szczyrbskiego Jeziora na Bystrą Ławkę, przebiegająca w niewielkiej odległości od Niżniego i Wyżniego Wielkiego Furkotnego Stawu.
- Czas przejścia ze Szczyrbskiego Jeziora do Niżniego Wielkiego Furkotnego Stawu: 2:15 h, ↓ 1:45 h
- Czas przejścia od Niżniego Wielkiego Furkotnego Stawu na Bystrą Ławkę: 0:50 h, ↓ 0:35 h